# Йоан Школик
Йоан Школик (хресне ім'я Ростислав; нар. 13 листопада 1974, Жовква) — український церковний діяч, священник-василіянин, педагог; від 10 лютого 2016 року до 14 лютого 2024 року — протоігумен провінції Найсвятішого Спасителя Василіянського Чину святого Йосафата.

## Життєпис
Народився 13 листопада 1974 року в Жовкві (тоді — Нестеров). 1 грудня 1974 року прийняв святі Тайни Хрещення і Миропомазання з рук о. Полікарпа Панчишина, ЧСВВ.
З 1981 до 1989 року навчався у Жовківській восьмирічній школі, а у 1989—1991 роках — в Сопошинській середній школі, де отримав атестат зрілості. В 1991—1992 роках здобув фах столяра 3-го розряду в львівському СПТУ-12. З 1992 до 1994 роках служив у Збройних силах України.
Упродовж 1997—2000 років брав активну участь у діяльності молодіжного Апостольства молитви в рідному місті. 10 листопада 2000 року вступив до Василіянського Чину на новіціят у Крехівський монастир. 28 серпня 2002 року склав перші обіти. З 2002 до 2008 року навчався у Василіянському інституті філософсько-богословських студій імені митрополита Йосифа Велямина Рутського у Брюховичах. 26 серпня 2007 року в Жовкві склав вічні обіти. Пресвітерські свячення отримав 6 серпня 2008 року з рук архієпископа Ігоря Возьняка в Архикатедральному соборі св. Юра у Львові.
У 2008—2009 роках навчався на Папському богословському відділі у Варшаві (Боболянум), став магістром морального богослов'я. В 2009—2010 роках виконував обов'язки сотрудника парафії при монастирі в Луцьку. 2010—2012 роки продовжив навчання на Папському богословському відділі у Варшаві, здобув ступінь ліценціата морального богослов'я.
У 2012—2016 (до лютого) роках виконував обов'язки віце-ректора ВІФБС у Брюховичах, викладав соціальну доктрину Церкви. 10 лютого 2016 року на Провінційній капітулі в Брюховичах обраний протоігуменом Провінції Найсвятішого Спасителя в Україні. 11 лютого 2020 року на Провінційній капітулі в Брюховичах вдруге обраний на уряд протоігумена провінції.